# Copa Los Angeles
A Copa Los Angeles, também conhecida como Copa Pan-Americana, foi uma competição de futebol amistosa, realizada uma única vez, em 1983, em Los Angeles, California. Foi uma disputa de jogo único, em 13 de dezembro daquele ano, entre o então campeão da Copa Intercontinental e da Copa Libertadores da América, o Grêmio do Brasil, e o América do México, então campeão da Copa Los Angeles das Nações. Esta, uma competição também amistosa, organizada pela Camel, uma marca de cigarros.

## Clubes participantes
| Clube         | Venceu o torneio                     |
| ------------- | ------------------------------------ |
| Grêmio (BRA)  | Copa Libertadores da América de 1983 |
| América (MEX) | Copa Los Angeles das Nações de 1983  |

## Resultado
| Ano  | Campeão | Resultado          | Vice    |
| ---- | ------- | ------------------ | ------- |
| 1983 | Grêmio  | 2 - 2 (4 - 3) G.P. | América |